# Bruno Cotte
Bruno Cotte (Lyon, 10 juni 1945) is een Frans jurist. Hij was van 2000 tot 2007 president van de strafkamer van het hoogste Franse Hof van Cassatie en is sinds 2007 rechter van het Internationale Strafhof.

## Levensloop
Cotte studeerde vanaf 1962 rechten aan de Universiteit van Lyon en studeerde hier in 1966 af in publiekrecht en twee jaar later in burgerlijk recht. Van 1967 tot 1969 voltooide hij daarnaast een studie aan de École nationale de la magistrature, de Franse hogeschool die rechters opleidt.
Van 1970 tot 1973 werkte hij voor het Franse Ministerie van Justitie en aansluitend tot 1975 als officier van justitie aan het Tribunal de Grande Instance in Lyon. Vanaf 1975 was hij opnieuw op het Ministerie van Justitie werkzaam en leidde hij ditmaal de afdeling van strafzaken en gratieverleningen van het Openbaar Ministerie. In 1980 werd hij assistent van de president van het hoogte Hof van Cassatie en een jaar later assistent van de procureur-generaal van het Parijse Hof van Cassatie. In 1983 werd hij voor het Ministerie van Justitie plaatsvervangend directeur en van 1984 tot 1990 directeur van de afdeling voor strafzaken en gratieverleningen. Vervolgens werd hij enkele maanden procureur-generaal van het Hof van Cassatie in Versailles, tot hij tot 1995 officier van justitie werd van het Tribunal de Grande Instance in Parijs.
Vervolgens werkte hij tot 2000 als adviseur voor het hoogste Hof van Cassatie. Hier werd hij in september president van de strafkamer en bekleedde daarmee het hoogste gerechtelijke ambt in Frankrijk op het gebied van strafrecht. In december 2007 werd hij gekozen tot rechter van de strafkamer van het Internationale Strafhof in Den Haag.
Naast zijn loopbaan tot rechter was Cotte verder nog docent aan de Universiteit van Parijs II en de École nationale de la magistrature. In 2001 werd hij benoemd tot Commandeur in de Franse Nationale Orde van Verdienste en vier jaar later tot Commandeur in het Legioen van Eer. Sinds 2010 is hij lid van de Académie des sciences morales et politiques.